# Lepidosaphes duponti
Lepidosaphes duponti är en insektsart som beskrevs av Green 1916. Lepidosaphes duponti ingår i släktet Lepidosaphes och familjen pansarsköldlöss. Inga underarter finns listade i Catalogue of Life.